# Curius dentatus
Curius dentatus là một loài bọ cánh cứng trong họ Cerambycidae.